# Jurinia rufipalpis
Jurinia rufipalpis là một loài ruồi trong họ Tachinidae.